# Houssayanthus serjanioides
Houssayanthus serjanioides är en kinesträdsväxtart som beskrevs av Rzed. & Calderón. Houssayanthus serjanioides ingår i släktet Houssayanthus och familjen kinesträdsväxter. Inga underarter finns listade i Catalogue of Life.